# Slavětice
Slavětice település Csehországban, a Třebíči járásban. Slavětice Dukovany, Hrotovice, Mohelno, Rouchovany, Dalešice és Kramolín településekkel határos. Lakosainak száma 224 fő (2024. január 1.).

## Népesség
A település lakosságának változását az alábbi diagram mutatja:
| Lakosok száma | 384  | 402  | 460  | 396  | 332  | 242  | 237  | 239  | 217  | 224  |
|               | 1869 | 1900 | 1921 | 1961 | 1980 | 2011 | 2016 | 2019 | 2021 | 2024 |